# Радошиці (Нижньосілезьке воєводство)
Радошиці (пол. Radoszyce, нім. Radschütz) — село в Польщі, у гміні Рудна Любінського повіту Нижньосілезького воєводства.
Населення — 276 осіб (2011).
У 1975-1998 роках село належало до Легницького воєводства.

## Демографія
Демографічна структура станом на 31 березня 2011 року:
|          | Загалом | Допрацездатний вік | Працездатний вік | Постпрацездатний вік |
| -------- | ------- | ------------------ | ---------------- | -------------------- |
| Чоловіки | 134     | 27                 | 94               | 13                   |
| Жінки    | 142     | 24                 | 90               | 28                   |
| Разом    | 276     | 51                 | 184              | 41                   |